# Adolf Westhoff
Adolf Westhoff (* 21. Februar 1899 in Rheda; † 26. September 1977) war ein deutscher Offizier, zuletzt Generalmajor der Wehrmacht. Er war ein Zeuge in den Nürnberger Prozessen.

## Leben
Adolf Westhoff durchlief eine Kadettenanstalt und schloss er sich am 25. März 1918 als Fähnrich dem 5. Großherzoglichen-Hessischen Infanterie-Regiment Nr. 168 an und kämpfte im Ersten Weltkrieg.
Westhoff wurde in die Reichswehr übernommen und wurde am 1. Mai 1922 im 15. Infanterie-Regiment zum Leutnant befördert. Ein Jahr später war er in der 10. Kompanie des Regiments. Am 1. April 1927 wurde er Oberleutnant und war 1928 in der 8.(MG)-Kompanie des 15. Infanterie-Regiments. 1930 war er Adjutant des II. Bataillons im Regiment. Die Beförderung zum Hauptmann erhielt Westhoff am 1. April 1934. Ab Mai 1937 war er Chef der 13.(IG)/Infanterie-Regiment 48 (Neustrelitz).
Als die deutsche Mobilmachung erfolgte, war er relativ kurz Kommandeur des I. Bataillons des neu aufgestellten Infanterie-Regiments 172 der 75. Infanterie-Division, bis er Anfang April 1940 Ausbildungsleiter an der Infanterieschule Döberitz wurde. Hier wurde er ein halbes Jahr später zum Lehrgruppen-Kommandeur ernannt und wurde in dieser Position am 1. März 1941 zum Oberstleutnant befördert. An der Infanterieschule blieb er bis 1. Mai 1941. Kurz darauf wurde er bis 22. August 1941 Kommandeur, diesmal des II. Bataillons im Infanterie-Regiment 172. Knapp einen Monat später wechselte er zur Position als Führer des Infanterie-Regiments 410, welche der 122. Infanterie-Division unterstellt war. Als Oberst (ab 1. Juli 1942 mit Patent zum 1. Januar 1941) übernahm er kurz vom 1. Dezember 1942 bis 8. Januar 1943 das Kommando über die 122. Infanterie-Division. Er wurde dann durch Oberst Adolf Trowitz ersetzt. Anschließend nahm er an einem Divisionsführer-Lehrgang teil. Im Februar 1943 wurde er Abteilungschef beim Chef des Kriegsgefangenenwesens (KGW), einer Amtsgruppe im Allgemeinen Heeresamt des OKWs. Am 1. April 1944 wurde er Chef des Kriegsgefangenenwesens des OKWs und vom 1. Oktober 1944 wurde er dort schließlich letzter Inspekteur der Kriegsgefangenen, nachdem Gottlob Berger Chef des Kriegsgefangenenwesens geworden war. Am 1. Januar 1945 wurde er zum Generalmajor befördert und hatte bis Kriegsende das Deutsche Kreuz in Gold verliehen bekommen.
Zum Ende des Zweiten Weltkrieges geriet er in amerikanische Kriegsgefangenschaft, aus der er am 16. Juni 1948 entlassen wurde. Am 10. April 1946 sagte Westhoff im Zeugenstand über seine Arbeit im OKW aus. Ende Mai 1948 wurde Westhoff wegen der Erschießung von britischen Gefangenen im Stalag Luft III (Sagan) befragt. Wilhelm Keitel wurde diese Erschießung zur Last gelegt und Westhoff trat als Zeuge auf. Westhoff hatte 1944 eine förmliche Beschwerde bei Ernst Kaltenbrunner, dem Chef des Reichssicherheitshauptamtes, wegen der Ermordung eingelegt, die ignoriert worden war.
Später wohnte Westhoff in Hamburg.